# Ringarum
Ringarum est une localité de Suède dans la commune de Valdemarsvik située dans le comté d'Östergötland.
Sa population était de 621 habitants en 2019.